# هيو روبنسون
هيو روبنسون (بالإنجليزية: Hugh Robinson)‏ هو مهندس فضاء جوي ومخترِع أمريكي، ولد في 13 مايو 1881، وتوفي في 1963.